# Leptochilus leveillei
Leptochilus leveillei är en stensöteväxtart som först beskrevs av Ren-Chang Ching, och fick sitt nu gällande namn av Xian Chun Zhang. Leptochilus leveillei ingår i släktet Leptochilus och familjen Polypodiaceae. Inga underarter finns listade.